# Ilex manneiensis
Ilex manneiensis är en järneksväxtart som beskrevs av Shiu Ying Hu. Ilex manneiensis ingår i släktet järnekar, och familjen järneksväxter. Inga underarter finns listade i Catalogue of Life.